# Římskokatolická farnost Přerov
Římskokatolická farnost Přerov je územním společenstvím římských katolíků v rámci přerovského děkanátu Olomoucké arcidiecéze s farním kostelem svatého Vavřince.

## Historie
Kostel byl postaven po roce 1256. Další písemná zmínka o něm pochází z roku 1324. Roku 1524 byl původní kostel podstatně přestavěn. V roce 1642, když švédská vojska dobyla Přerov, kostel i fara vyhořely. Požár byl tak silný, že se roztavily i zvony ve věžích. V průběhu dalších deseti let byl kostel opraven a na věž zavěšen nový zvon.
V letech 1722–1732 kostel prošel rozsáhlou barokní přestavbou a rozšířením, při kterém byla původní východo-západní orientace kostela změněna na orientaci severo-jižní. Pozdně barokní interiér vznikl v letech 1792–1794. Přístavbou kaple Božího hrobu a novobarokní předsíně hlavního vchodu z let 1910–1912 byl kostel opět rozšířen. V téže době byl interiér doplněn vitrážovými okny a sochami.
Během první světové války byly zrekvírovány zvony. V roce 1924 proto byly nahrazeny novými, které však byly opět zabaveny v roce 1942. Po válce byl na věž zavěšen jeden zvon ze zrušeného kostela sv. Petra a Pavla v Olomouci.

## Duchovní správci
Do června 2018 byl farářem R. D. Mgr. Pavel Hofírek. S platností od července 2018 ho vystřídal R. D. Mgr. Mgr. Josef Rosenborg .

## Bohoslužby
| Kostel           | Místo  | Bohoslužba (den)                                 | Hodina                                                   | Poznámka     |
| ---------------- | ------ | ------------------------------------------------ | -------------------------------------------------------- | ------------ |
| svatého Vavřince | Přerov | neděle pondělí úterý středa čtvrtek pátek sobota | 9.00,10.30,18.30 8.00 8.00, 18.00 8.00 8.00, 18.00 18.30 | Farní kostel |

## Kněží pocházející z farnosti farnosti
Dne 24. června 2017 přijal kněžské svěcení Jan Berka, pocházející z přerovské farnosti.

## Aktivity farnosti
Ve farnosti se pravidelně koná tříkrálová sbírka. Každoročně se farnost zapojuje do projektu Noc kostelů.
V červnu 2018 ve farnosti uděloval svátost biřmování biskup Antonín Basler. 